# Монино (Андреапольский район)
Монино  — деревня в Андреапольском районе Тверской области. Входит в Хотилицкое сельское поселение.

## География
Расположена примерно в 3 верстах к югу от села Хотилицы.

## История
В конце XIX - начале XX века усадьба Монино в Торопецком уезде Псковской губернии.

## Население
| 2002 | 2010 |
| ---- | ---- |
| 11   | ↗19  |